# كارلوس إنريكي بريتو بينافايدز
كارلوس إنريكي بريتو بينافايدز هو ملحن وعازف بيانو إكوادوري، ولد في 12 نوفمبر 1891، وتوفي في 2 فبراير 1943.

## وصلات خارجية
- كارلوس إنريكي بريتو بينافايدز على موقع ميوزك برينز (الإنجليزية)
- كارلوس إنريكي بريتو بينافايدز على موقع أول ميوزيك (الإنجليزية)
- كارلوس إنريكي بريتو بينافايدز على موقع أول ميوزيك (الإنجليزية)
- كارلوس إنريكي بريتو بينافايدز على موقع أول ميوزيك (الإنجليزية)
- كارلوس إنريكي بريتو بينافايدز على موقع ديسكوغز (الإنجليزية)